# Valkiri
Valkiri — південноафриканська самохідна реактивна система залпового вогню. Це 127-мм система з колісною пусковою установкою та обладнанням для управління вогнем, розроблене Armscor. Сучасні моделі складаються з одного пускового модуля з п'ятьма восьмиелементними ракетними блоками на носії Unimog або SAMIL-100. Його місія полягає в нанесенні контрбатарейних ударів по ворожій артилерії та протиповітряній обороні на відстані до 36 км (22 милі). Інші потенційні боєголовки включають касету та розпилювач протитанкових мін.

## Передісторія
В історії чимало прикладів використання такого типу транспортних засобів. У Другу світову війну його використання Радянським Союзом стало відомим: реактивна установка «Катюша» або «Сталінський орган».
Система створена за мотивами радянської БМ-21 «Град», яка була розгорнута проти південноафриканських експедиційних сил в Анголі під час операції «Савана». Розробка була завершена в 1971 році. Valkiris відіграв ключову роль в операції «Альфа Центавр» і «Модулер» наприкінці 1980-х років.
Південна Африка розвинула свою збройову промисловість після міжнародних санкцій проти апартеїду, які закрили їй доступ до міжнародного ринку зброї. ООН проголосувала за добровільні санкції в 1963 році і зробила їх обов'язковими в 1977 році.

## Варіанти
- Valkiri-22 Mk 1 (оригінальна версія): 24 пускові труби, встановлені на легкій вантажівці Unimog 4x4.
- Bateleur (поточна версія): 40 пускових труб, встановлених на броньованій вантажівці Samil 100 6x6.
- Valkiri-5 — укорочена легка причепна версія для бортового використання. Він має 12 пускових труб і використовує укорочену версію 127 мм ракети, яка має максимальну дальність 5500 метрів.[5]

## Оператори
- Південна Африка — Національні сили оборони Південної Африки: 76 у резерві.[6]